# Mercadotecnia reputacional
Partiendo del enfoque holístico propuesto por Kotler, se puede decir que la mercadotecnia reputacional representa la incorporación de la visión y herramientas de mercadotecnia en las estrategias de RSC de las organizaciones con el objetivo de construir e incrementar la reputación de todos los stakeholders que la conforman.
El marketing reputacional se sustenta en la absoluta integración de la RSC como modelo de gestión y dirección de las organizaciones. Estando en la esencia de su misión. El diálogo desde las organizaciones con sus distintas partes interesadas debe ir encaminado a la construcción e incremento de la reputación mutua. Declinando para cada uno de ellos los valores, atributos y actuaciones más afines según su posición. Siempre de forma coherente y creíble con respecto a la misión y visión de dicha Organización.

## Los orígenes del marketing
Los orígenes del marketing están inevitablemente asociados a un nombre propio: Philip Kotler. Considerado el padre de la mercadotecnia,  la mayor autoridad reconocida en esta materia, además de trabajar como consultor de grandes empresas como General Motors, General Electrics, IBM o el Bank of America, entre otras muchas, o ejercer como profesor (en la actualidad) de la Kellogg School of Management, en la Northwestern University, el experto de Chicago ha publicado más de 20 libros que, a su vez, han sido traducidos a más de 20 idiomas. Las suyas están consideradas las obras más importantes en el campo del marketing.  'Dirección de Mercadotecnia'; 'Fundamentos de Mercadotecnia'; 'Marketing según Kotler' o 'Dirección de Marketing' son solamente algunos de los títulos que conforman su extensa bibliografía.
Kotler definió el Marketing de la siguiente forma:
“Es la técnica de administración empresarial que permite anticipar la estructura de la demanda del mercado elegido, para concebir, promocionar y distribuir los productos o servicios que la satisfagan o estimulen, maximizando al mismo tiempo las utilidades de la empresa.”
Kotler definió, en 1967, el modelo de las 4 P’s que han marcado una época en el marketing:
- Producto
- Precio
- Plaza (lugar)
- Promoción

## El Marketing hoy: de las 4 P’s a las 6 Cs
Sin embargo, hoy en día las 4 P’s se están reemplazando por la C de cliente. Incluso el mismo Kotler habla de un traspaso de un modelo de marketing enfocado al producto/empresa a uno que se centra en el consumidor.  
 
La C del cliente, a su vez, lleva consigo más c’s, como son la c de Coste, Conveniencia y Comunicación. Además de la estrategia de Kotler, conviene hacer hincapié en la incorporación del Marketing Reputacional dentro de las Organizaciones, que se articula a través del modelo de las 6 C´s que empezaban a mencionarse antes: 
- Cliente (o consumidor). Entender al cliente, conocer sus necesidades y motivaciones es una de las claves del marketing hoy en día. Se trata de enfocar la estrategia de marketing de la empresa al cliente. Esto implica que las empresas deben empezar por focalizar su target.
- Consistencia. Se refiere al marketing integral, el que abarca desde la publicidad de la empresa o marca hasta el packaging y las promociones de venta. Es decir, es fundamental mantener, como empresa, la consistencia en la comunicación.
- Creatividad. La creatividad en una empresa o producto es imprescindible. Es la imagen, la marca distintiva de la empresa o del producto. Es el primer y más importante recurso que se utiliza para captar la atención.  La creatividad informa, persuade y recuerda. La creatividad consigue que nuestra empresa o producto estén presentes en las mentes de los clientes potenciales.
- Cultura. Al igual que la c de Cliente, la cultura implica el conocimiento de la cultura de nuestros clientes. Esto implica una previa investigación que permita basarse en las conclusiones de la misma respecto a la cultura, a la forma de pensar y de ver un producto que tiene cada consumidor.
- Comunicación. Una buena comunicación establece buenas relaciones entre empresa y cliente.
- Cambio. El marketing, para que sea efectivo, ha de estar en permanente cambio. Debe cambiar al ritmo que lo hace la sociedad. En este sentido, el marketing es un proceso de desarrollo siempre a expensas de la economía, el mercado y los consumidores de la sociedad en la que se encuentra enmarcado.

Al igual que hablamos de la sociedad 2.0, debemos pensar en las organizaciones 2.0, donde la reputación asociada a la sostenibilidad representa ese espacio conjunto de identificación, interacción y reconocimiento entre todos los stakeholders.

## Alternativas a Kotler
Sin querer suplantar el trabajo de Kotler, se han desarrollado diferentes teorías en los últimos años. Una nueva teoría se ha desarrollado sosteniendo la definición de marketing reputacional en el "compromiso", ya que la reputación es una camino de ida y vuelta entre una organización y sus stakeholders, los cuales crean una relación de enriquecimiento reciproco.
Se puede asumir así que el compromiso de ambos, dé cara a la construcción de un mundo sostenible, el cual es el pilar sobre el que se fundamenta el diálogo y el reconocimiento mutuo. (la construcción es un paso fundamental de esta teoría y curiosamente empieza por 'C')
Para una empresa no debería significar lo mismo tener un grupo de accionistas que buscan la simple rentabilidad que otros que se identifican con un crecimiento sostenible de la misma.  Pudiendo estar hablando de la misma rentabilidad o como se viene demostrando, superior. 
Es trabajo de todos motivar, facilitar, sensibilizar, castigar y premiar todas las actuaciones, que desde las organizaciones o sus grupos de interés se realicen en favor o en contra de la sostenibilidad.
La 'C' de compromiso es la que lleva a construir un modelo de trabajo que gira en torno a otras 6 Cs:
- Conocimiento: asociado a la creación de un mapa de stakeholders, identificando su posicionamiento en cuanto a su interpretación y expectativas reputacionales de la organización con la que relaciona.
- Coherencia: incorporando la estrategia de RSC dentro en un contexto natural de la organización por sector, valores, objetivos , misión y visión empresarial.
- Credibilidad: Asumir retos alcanzables, medibles.
- Creatividad: El diálogo con los stakeholder debe ser diferenciador y atractivo.
- Consistencia: La sostenibilidad es un camino de largo recorrido. Las prácticas de acción social, son un complemento y tremendamente útiles. Pero la reputación de una organización no puede sustentarse en una concatenación tácticas de acción social.
- Compromiso: de todos los stakeholders y las organizaciones por la sostenibilidad.

## Del marketing reputacional al Marketing de Reputación
Desde hace unos años se han propuesto otras terminologías relacionadas al marketing y la reputación, con un enfoque de empresas más humanas.
Entre los autores que exponen su uso se encuentran el consultor mexicano Luis Maram, el cual precisa que "es el conjunto de acciones de mercadotecnia enfocadas en mejorar la percepción y exceder las expectativas de los grupos de interés (stakeholders) de una marca".
El consultor peruano, Milton Vela, autor del libro “Marketing y Reputación - De la atracción a la confianza”, define al marketing de reputación como la gestión de los valores intangibles de la marca, a través de la comunicación de marketing, para generar una percepción positiva en stakeholders más allá del cliente. Asevera que este enfoque permite fortalecer la marca con un marketing más consciente y resguardarse ante posibles riesgos o crisis.
La propuesta de Vela establece 6 claves que considera el marketing de reputación: 
1. Cultura corporativa: Considera a la cultura de la empresa: visión, misión, valores.
2. Análisis de la reputación: Investiga la percepción sobre la empresa en cada una de las 7 dimensiones de la reputación del modelo Reptrak: Oferta, innovación, trabajo, integridad, finanzas, liderazgo, ciudadanía.
3. Conocimiento del contexto: Considera importante el conocimiento del entorno social, político y económico en el que se desenvuelve una marca.
4. Relación con stakeholders: Toma en cuenta a los grupos de interés más importantes, además del cliente
5. Community Power: Recomienda tener en cuenta a los fans de verdad de la empresa, los clientes que la consideran lovemark.
6. Escucha Activa Inteligente: Es la monitorización en tiempo real para aplicar acciones estratégicas inmediatas en Internet o en el espacio offline.